# Scleropages legendrei
Scleropages legendrei är en fiskart som beskrevs av Pouyaud, Sudarto och Guy G. Teugels 2003. Scleropages legendrei ingår i släktet Scleropages och familjen Osteoglossidae. Inga underarter finns listade i Catalogue of Life.